# Storgöl (Horns socken, Östergötland)
Storgöl är en sjö i Kinda kommun i Östergötland och ingår i Motala ströms huvudavrinningsområde.